# 3-methylhexaan
3-methylhexaan is een verzadigde organische verbinding met als brutoformule C7H16. Het is een structuurisomeer van heptaan. De stof komt voor als een kleurloze en geurloze vloeistof, die door hydrofobe eigenschappen onoplosbaar is in water. Het is wel goed oplosbaar in de meeste organische oplosmiddelen, zoals benzeen, di-ethylether, ethanol, aceton en tolueen.